# João Pedro Cary
João Pedro Cary Viana Lopes de Mascarenhas mais conhecido por João Pedro Cary ou João Pedro Mascarenhas (Lisboa, Lapa, 18 de Novembro de 1993) é um ator português.

## Biografia
Único filho de Pedro Alexandre Lopes Monteiro de Mascarenhas (Lisboa, Campo Grande, 8 de Maio de 1966) e de sua mulher (1989) Maria Alexandra Consolado Cary de Almeida Viana (Lisboa, Alvalade, 30 de Junho de 1967), também atriz, com o nome de Alexandra Mascarenhas, sobrinha-bisneta e prima-sobrinha-bisneta do 1.º Visconde de Alter do Chão, duas vezes sobrinha-tetraneta do 1.º Barão de Brissos e prima em quarto grau de António Borges.
Desde jovem surge como modelo e actor tendo começado na figuração.
Em finais de 2005, começa um período conturbado devido a vários escândalos a nível pessoal. Estes escândalos surgem, quando sai em relevo no extinto jornal Tal & Qual, que o ator era obrigado a trabalhar doente. Na altura, interpretava um papel de relevo na telenovela Ninguém como Tu e também teria sido selecionado para uma peça infantil. Mas devido a um acidente, que levou-o a ficar com o braço engessado, segundo dizem compareceu nos ensaios queixando-se de dores tendo a produção determinado a sua substituição. Não conformada com esta atitude, a mãe do actor, expõe a público a sua indignação e é acusada de explorar o filho o que mais tarde foi provado não ser verdade.[carece de fontes?]
Em 2006, é seleccionado para ser um dos filhos do Capitão von Trapp na peça de teatro Música no Coração em cena no Teatro Politeama. Mas uma desavença com a mãe e o encenador Filipe La Féria determinaram a sua expulsão.[carece de fontes?]
Mais tarde, consegue um papel de audiovisual na série juvenil Morangos com Açúcar V, mas a sua permanência foi de pouca duração. E voltam a surgir rumores de um conflito entre a mãe e a produtora NBP os quais nunca foram provados.[carece de fontes?]
No final de 2007, outro escândalo surge a público, foi acusado por um antigo colega de escola, nomeadamente o humorista da nova geração Pedro Teixeira da Mota, de ter iniciado um pequeno incêndio, dentro do recinto da Escola Secundária do Restelo na qual frequentava as aulas do nono ano. Este também nunca foi provado.
Em 2010, surge no concurso "Achas que Sabes Dançar", provando a todos que continua a investir nos seus estudos e carreira.

## Televisão
- Elenco principal, Francisco Alves em Morangos com Açúcar, TVI 2007
- Elenco principal, Várias Personagens em Malucos no Hospital, SIC 2006
- Elenco principal, Várias Personagens em Mini Malucos do Riso, SIC 2006
- Elenco principal, Várias Personagens em Malucos nas Arábias, SIC 2005
- Elenco principal, Várias Personagens em Malucos na Praia, SIC 2005
- Elenco principal, Várias Personagens em Malucos e Filhos, SIC 2005
- Elenco principal, Jaime Gaspar dos Santos em Ninguém Como Tu, TVI 2005
- Participação especial, Tiago em Uma Aventura, SIC 2004
- Participação especial, João em Inspector Max, TVI 2004
- Elenco principal, Rodrigo em Olá Pai!, TVI 2003-2004
- Elenco principal, Luís em Tudo Por Amor, TVI 2002
- Elenco adicional, Bernardo em O Último Beijo, TVI 2002
- Participação especial, em Fábrica de Anedotas, RTP 2002
- Elenco principal, Tiago em Um Estranho em Casa, RTP 2001-2002
- Participação especial, em Mulher Não Entra, SIC 2001
- Figuração, Criança no Parque no telefilme Anjo Caído, SIC 2001
- Figuração Especial, Criança das Alianças no telefilme Teorema de Pitágoras, SIC 2001
- Figuração, em Jardins Proibidos, TVI 2000
- Figuração, em Super Pai, TVI 2000

## Cinema
- Curta-metragem Velha Juventude, 2009
- Lucas, na longa-metragem Histórias de Alice, 2006
- Menino dos Correios, na longa-metragem Kiss Me, 2003
- Curta-metragem O Sonho é uma Catarse, 2003
- Álvaro, na longa-metragem O Círculo Mágico, 2003
- Sérgio, na curta-metragem Fronteiras, 2003
- Criança Pedinte, na longa-metragem La sirène rouge, 2001

## Dança
- Achas que Sabes Dançar?